# 謝爾比縣 (伊利諾伊州)
謝爾比縣（英語：Shelby County）是美國伊利諾伊州中部的一個縣。面積1,989平方公里。根據美國2000年人口普查，共有人口22,893人。縣治謝爾比維爾（Shelbyville）。
成立於1827年1月23日。縣名以肯塔基州第一、五任州長艾萨克·谢尔比。